# Новиков, Василий Корнеевич
Василий Корнеевич Новиков (1907—1981) — полковник Советской Армии, участник Великой Отечественной войны, Герой Советского Союза (1945).

## Биография
Василий Новиков родился 28 августа 1907 года в селе Наумово (ныне — Пеновский район Тверской области). После окончания семи классов школы проживал в Семипалатинской области Казахской ССР, работал каменотёсом. В 1929 году Новиков был призван на службу в Рабоче-крестьянскую Красную Армию. В 1933 году он окончил артиллерийское училище. С июля 1941 года — на фронтах Великой Отечественной войны. В боях был тяжело ранен.
К февралю 1944 года подполковник Василий Новиков командовал 438-м истребительно-противотанковым артиллерийским полком 4-й гвардейской армии 2-го Украинского фронта. Отличился во время Корсунь-Шевченковской операции. 17 февраля 1944 года на высоте 239,0 в районе села Журжинцы Лысянского района Черкасской области Украинской ССР полк Новикова сдерживал многочисленные контратаки немецких частей, пытавшихся вырваться из окружения. В критический момент боя Новиков поднял свой полк в атаку, отбросив противника. В том бою он был вновь тяжело ранен, но продолжал сражаться до победы.
Указом Президиума Верховного Совета СССР от 24 марта 1945 года за «образцовое выполнение боевых заданий командования во время Корсунь-Шевченковской операции и проявленные при этом мужество и героизм» подполковник Василий Новиков был удостоен высокого звания Героя Советского Союза с вручением ордена Ленина и медали «Золотая Звезда» за номером 4890.
В 1955 году в звании полковника Новиков был уволен в запас. Проживал в Ташкенте. Умер 20 января 1981 года, похоронен на Аллее Героев Ташкентского воинского кладбища.
Был также награждён двумя орденами Красного Знамени, орденами Александра Невского, Отечественной войны 1-й степени и Красной Звезды, рядом медалей.
В честь Новикова установлен памятный знак на месте боя 17 февраля 1944 года.